# К'яра Мазіні-Луккетті
К'яра Мазіні-Луккетті (італ. Chiara Masini Luccetti, 26 березня 1993) — італійська плавчиня.
Учасниця Олімпійських Ігор 2016 року.